# Симулация
Симулация или симулиране е подход за анализиране на системи, които са прекалено комплексни за теоретично тълкуване или изразяване с формули. Това се прилага най-вече при изследване поведението на динамични системи. При симулацията се провеждат експерименти, базирани на даден опростен модел, за да се придобият познания относно системната същност. В контекста на симулирането става въпрос за симулираща система и симулатор, като начин за вграждане (имплементиране) или реализиране на симулационния модел. Симулаторът представлява абстракция на това, което е в симулационната система (структурно, функционално и поведенчески). Работата на симулатора с конкретни стойности (задаване на параметри) се описва като симулационен експеримент. Резултатите от него след това може да се разтълкуват и предадат на системата за симулация.
Крайният резултат от симулацията може да бъде представен под формата на текст, видео или графика, а често и в комбинация. Този резултат трябва да бъде внимателно тълкуван на базата на вече доказани реални явления и зависимости, преди да се приеме за достоверен.

## Обобщена дефиниция на симулацията
Осъществяването на симулация включва:
- Разработване (конструиране) на математически, логически или друг теоретичен модел на една система;
- Описание на реалната система;
- Използване на технически средства (например компютър) за да се изпълни симулация;
- Имитиране на действието на реалната система или процес;
- Симулацията е експериментиране;
- Целта е да се намери нещо, отнасящо се до реалната система.

## Приложение
В зависимост от приложението и вида, симулацията може да бъде с научни цели, но може и да бъде с развлекателен характер (например симулатор на превозно средство). Симулациите имат важно значение за всяка наука, проектиране, обучение и др. Те дължат усъвършенстването си най-вече поради напредъка на компютърните и информационни технологии.
Едно от най-важните и големи приложения на симулациите е в съвременната физика и астрономия.